# Martti Matilainen
Martti Matilainen (* 18. September 1907 in Iisalmi; † 20. Oktober 1993 in Valkeakoski) war ein finnischer Hindernis- und Mittelstreckenläufer.
Bei den Olympischen Spielen 1932 in Los Angeles wurde er Vierter über 3000 m Hindernis.
1934 wurde er bei den Leichtathletik-Europameisterschaften in Turin Sechster über 1500 m.
Bei den Olympischen Spielen 1936 in Berlin kam er über 3000 m Hindernis erneut auf den vierten Platz. Über 1500 m schied er im Vorlauf aus.
Sein Bruder Kalle Matilainen war als Langstreckenläufer und sein Bruder Jukka Matilainen als Hürdenläufer erfolgreich. Sein Schwiegersohn Pekka Vasala wurde 1972 Olympiasieger über 1500 m.

## Persönliche Bestzeiten
- 1500 m: 3:53,1 min, 14. Juli 1938, Viipuri
- 3000 m Hindernis: 9:09,0 min, 8. August 1936, Berlin